# Pierre-Philippe Millot
Pour les articles homonymes, voir Millot.
Pierre-Philippe Millot (Besançon, le 15 mai 1739 — idem, le 22 juillet 1817) est un député français du clergé, élu à l'assemblée constituante de 1789 du bailliage de Besançon entre le 15 avril 1789 et la 1er août 1789.

## Biographie
Chanoine au chapitre de la Madeleine, Pierre-Philippe Millot est le frère de Claude-François-Xavier Millot. Élu avec 90 voix à l'assemblée constituante de 1789 pour le bailliage de Besançon, il devient député du clergé du 15 avril au 1er août 1789. Démissionnaire le 26 juillet pour raisons de santé, il est remplacé par Jean-Baptiste Demandre.